# Giulio Falcone
Giulio Falcone est un footballeur italien né le 13 mai 1974 à Atri. Il évoluait au poste de défenseur.
Au cours de sa carrière, il a évolué successivement au Torino, à la Fiorentina, à Bologne, à la Sampdoria de Gênes et enfin à Parme.
Falcone possède une sélection en équipe d'Italie. Cette sélection a eu lieu le 16 août 2006 lors d'un match face à la Croatie à Livourne (défaite 2-0 des italiens).